# Cárcel Correccional de Oviedo
La Cárcel Correccional de Oviedo es la antigua prisión provincial de dicha ciudad, construida entre 1886 y 1905 con proyectos de Francisco Javier Aguirre y Nicolás García Rivero. Sus funciones carcelarias cesaron en 1993 con la apertura del Centro Penitenciario de Asturias y desde 2010 acoge el Archivo Histórico de Asturias. 
El edificio sigue los planteamientos arquitectónicos de la cárcel «modelo» de Madrid, de Eduardo Adaro. Este diseño responde al denominado modelo panóptico (tipología de establecimientos penitenciarios propia del siglo XIX), con una rotonda o cuerpo central poligonal destinado al cuerpo de vigilancia de la penitenciaría, y radial, mediante galerías de forma estrellada que convergen en el espacio central. Se considera que es la primera construcción española en la que se utilizó el hormigón armado para el entramado horizontal.

## Historia

### Antecedentes carcelarios en Oviedo

#### Antigua cárcel de Oviedo

##### Castillo de Alfonso III
Hasta el siglo XIX la cárcel de Oviedo estaba instalada en la antigua fortaleza que Alfonso III había construido en uno de los ángulos de la muralla, en la parte oeste, con el fin de defender la iglesia catedral y la ciudad de las frecuentes incursiones normandas.[cita requerida] Fue gravemente dañado en la ocupación francesa de la ciudad por las tropas napoleónicas a las órdenes del general francés conde de Bonet durante la guerra de la Independencia.

##### Real Castillo y Fortaleza 1818-1925

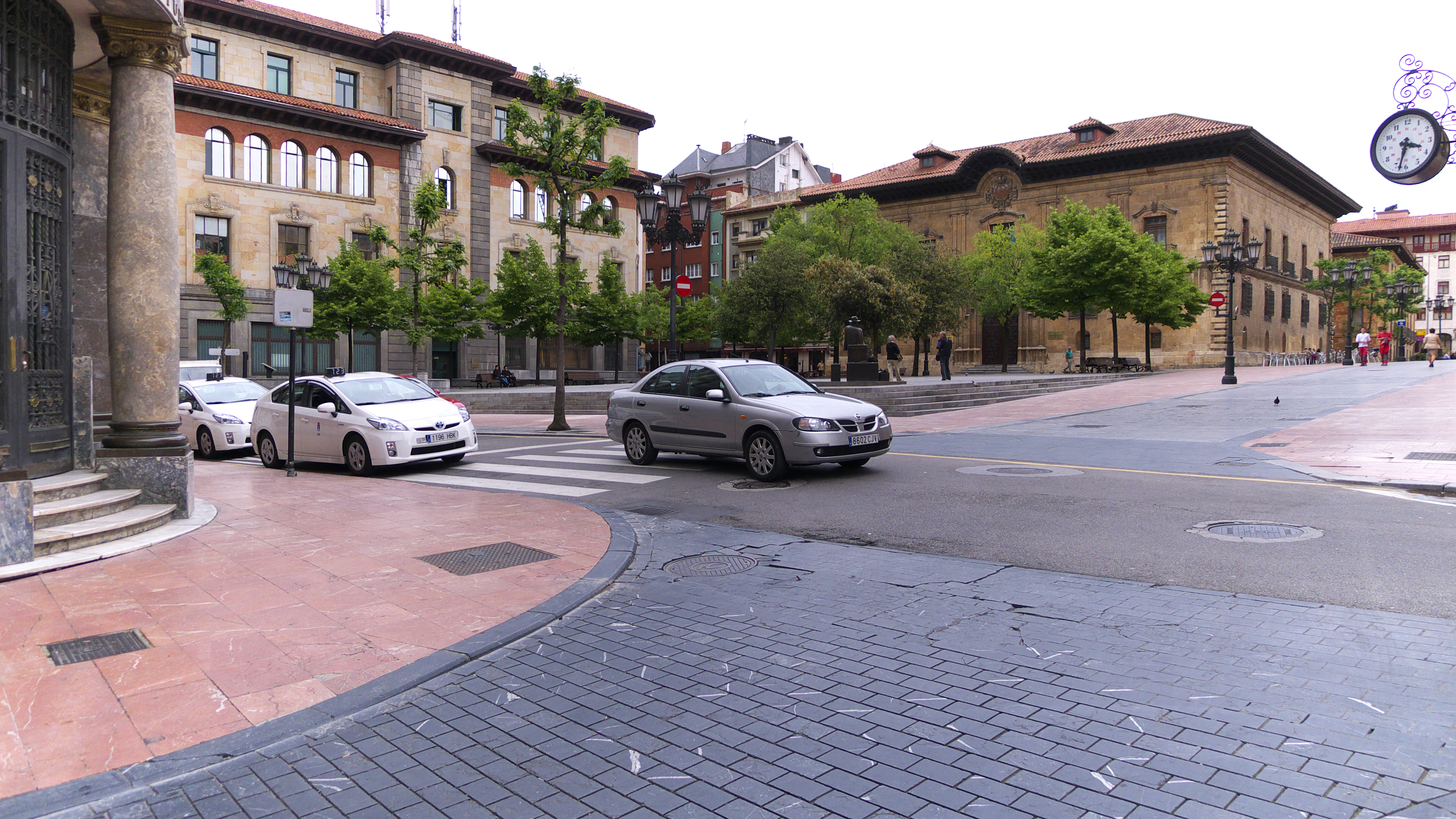
A la izquierda el edificio de Telefónica en la plaza Porlier, donde estaría ubicado el castillo de Alfonso III y Real Castillo y Fortaleza.

La Junta General del Principado, reunida en mayo de 1815, viendo que el edificio ya no podía corresponder al objeto acordó arrasarlo y aprovechar los materiales para la construcción de un nuevo recinto carcelario que se situaría en el campo de San Francisco. Se encargó la ejecución del acuerdo a la Diputación Provincial que nombró al arquitecto Diego Cayón para levantar los planos y realizar el presupuesto de obra. Sin embargo, miras mezquinas de economía y el deseo de aprovechar los cimientos y escombros de la antigua fortaleza prevalecieron y el Consejo de Castilla ordenó que se hiciese la cárcel en el sitio que ocupaba el castillo, privando a la provincia de una cárcel «igual a las que se conocen en los países más ilustrados».
En consecuencia, en el año 1818 la Diputación recargó entre los vecinos del Principado la cantidad de 500.000 reales para reedificar el Real Castillo y Fortaleza con el fin de habilitarlo con destino a cárcel de hombres. Esta cárcel pública fue construida por Muñiz sobre las ruinas de la antigua fortaleza, su fachada principal estaba orientada al mediodía y conservó el nombre de «Real Castillo y Fortaleza».
El Real Castillo y Fortaleza funcionó como cárcel para los varones delincuentes de Asturias hasta 1905 y sería derribado en 1925 para construir un edificio de estilo regionalista perteneciente a Telefónica.

#### Cárcel de mujeresGalera
La cárcel de mujeres, instalada desde el siglo XVIII hasta 1925 en la cárcel «Galera», construida en terrenos de la actual plaza de la Escandalera, su construcción fue costeada por el Obispo de la diócesis don Agustín González Pisador, funcionó como cárcel de mujeres para delitos menores, ya que la condena por penas mayores se cumplía en Valladolid.

#### Cárcel de El Merino
Esta cárcel estaba destinada a exclusivamente a varones ovetenses, separados del resto de asturianos (que cumplían condena en la antigua cárcel) por un privilegio concedido por la Corona a la ciudad de Oviedo en 1428.

#### Cárcel del clero
Cárcel específica para los delincuentes clericales asturianos. Estaba ubicada en la calle Santa Ana.

### Origen de la Cárcel Correccional de Oviedo
La propuesta de 1815 de construir un nuevo recinto carcelario en el campo de San Francisco, aunque no haya prosperado, nos indica ya un cambio en la mentalidad imperante que posteriormente se plasmará en la reforma del sistema penitenciario español, con la sustitución del antiguo modelo carcelario insalubre, lóbrego y hacinado, por una nueva tipología, que cristalizará a finales de siglo, fruto de las teorías higienistas y del deseo de vigilar más estrechamente a los reclusos, facilitando de esta manera su recuperación como miembros útiles de la sociedad. 
En el año 1838 el Ayuntamiento propuso trasladar la cárcel al convento de Santa Clara con el fin de transformar el área que ocupaba el castillo y la plazuela en paseo cubierto necesario para la ciudad. El proyecto no llegó a realizarse. Posteriormente y en diferentes ocasiones reclamaron la Audiencia, el Ayuntamiento y la Diputación construir un nuevo edificio conforme a los últimos progresos penales. Solamente fue posible esta construcción después de la promulgación de la Ley de 11 de mayo de 1887 que autorizaba la venta en pública subasta del edificio y terrenos del Real Castillo y Fortaleza de Oviedo, sirviendo el dinero como presupuesto para la construcción de la penitenciaría provincial y prisión de partido con arreglo al sistema que el gobierno determinase.
El Ayuntamiento y la Diputación provincial de Oviedo contribuirían al pago de las obras por partes iguales, hasta completar el total de su coste, reintegrándoles la suma de la venta del edificio y terrenos de la antigua Cárcel-Fortaleza, que continuaría destinada a ese uso hasta que estuviese terminada, recibida e inaugurada la nueva penitenciaría y prisión.
La cárcel correccional de Oviedo se va a levantar en la falda sur del monte Naranco, conforme al proyecto-tipo la Cárcel Modelo de Madrid de Eduardo Adaro (1876). El arquitecto encargado de la adaptación del modelo es Javier Aguirre e Iturrialde, a quien se debe también la elección del emplazamiento y la dirección de las obras hasta 1905, cuando se traslada a Vitoria. Las continuará Nicolás García Rivero como Arquitecto Director. El 23 de julio de 1896 se subastaron las obras de la Cárcel correccional de Oviedo con arreglo al proyecto aprobado para la Superioridad el 31 de octubre de 1888, fueron adjudicadas y el contratista dio comienzo a las mismas el 19 de agosto de 1896. Finalizarían en 1905.

## Descripción

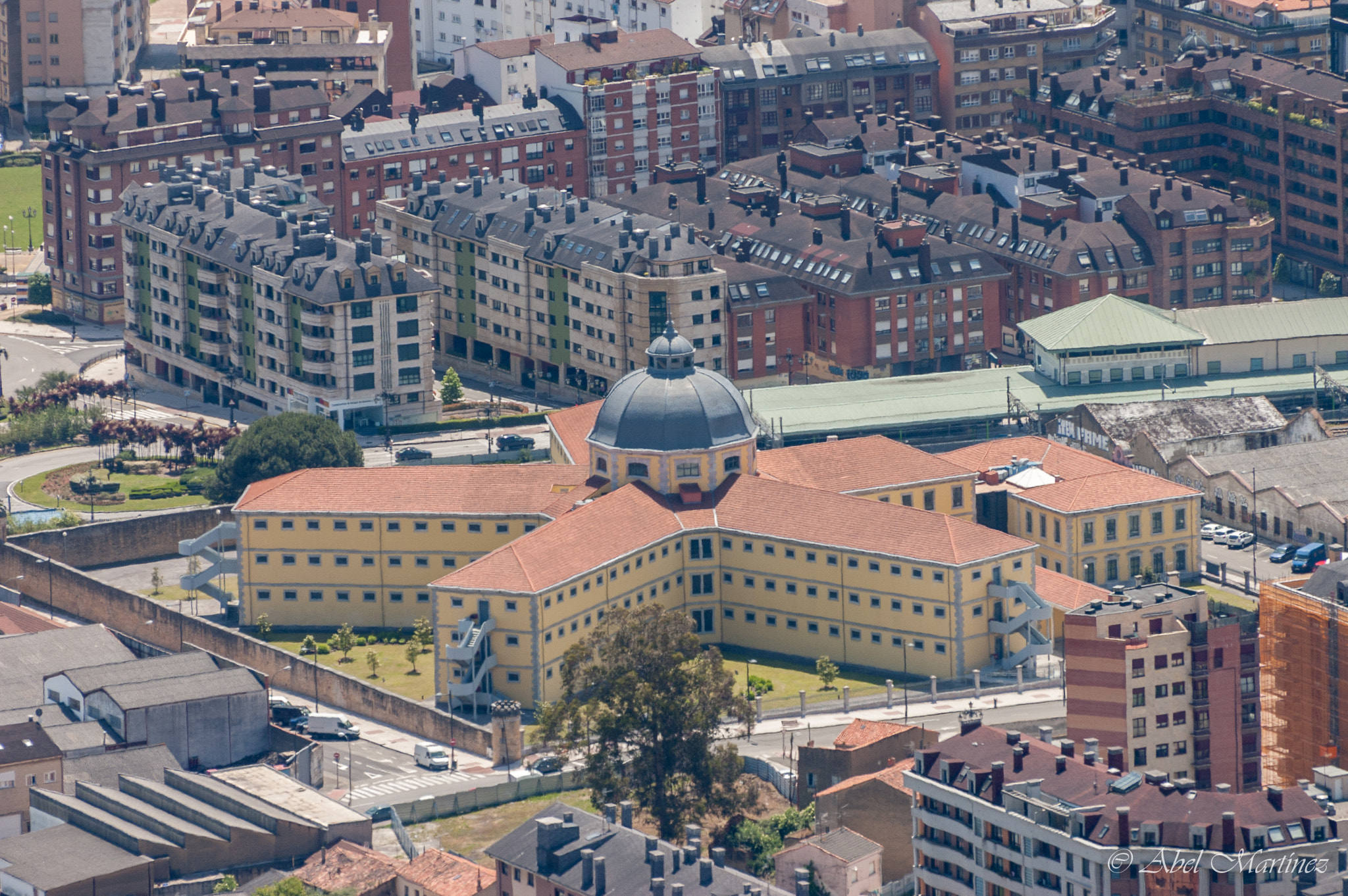
Vista del edificio en forma de estrella

Esta penitenciaría provincial presenta una planta en estrella, con un cuerpo poligonal central en el que convergen las galerías de los cinco brazos. En uno de estos se dispone la fachada, de tres cuerpos, que constituye el pabellón administrativo en toda clase de oficinas, independientes de la cárcel.
El número de presos que podía albergar era de 250 y ocupa una extensión de 14.421 m², con otras dependencias, patios y paseos de ronda. En la Memoria realizada por Nicolás María García Rivero y firmada el 18 de septiembre de 1905, señala las reformas realizadas, ya que «los proyectos dan las líneas generales, y durante la construcción de más estudio de la obra y del uso a que va a dedicarse, se van observando los defectos y omisiones en que ha incurrido el proyectista; defectos y omisiones que debe subsanar el Director de obra», realizándose diversas adaptaciones.
La elección del emplazamiento sigue los criterios establecidos en la época para espacios de este tipo, en las afueras de la ciudad pero con una relación visual directa con ella, de modo que se conseguía una cierta proximidad funcional favorable a las visitas, abastecimiento, etc. al mismo tiempo que la imagen imponente del edificio estaba presente advirtiendo el destino de sus moradores.
Más allá del primer muro exterior se encuentra el foso perimetral de protección, situado a nivel con el resto de la parcela (no de las rasantes exteriores del conjunto), dicho foso posee una anchura de unos 7 metros resguardado por sendos muros de unos 4 metros de altura rematados por alambradas de protección en todo su perímetro.
En general la arquitectura de todo el conjunto edificado es seria y austera, casi militar, como correspondía al uso al que iba destinada, con escasas concesiones al ornato, la decoración se concentra básicamente en las torretas almenadas que ocupan las 4 esquinas del foso, en el frente del módulo de acceso, que en su día estaba coronado por un reloj y en la cúpula y sus remates exteriores e interiores, en las esquinas rematadas con sillares de piedra escalonada, así como los huecos principales.

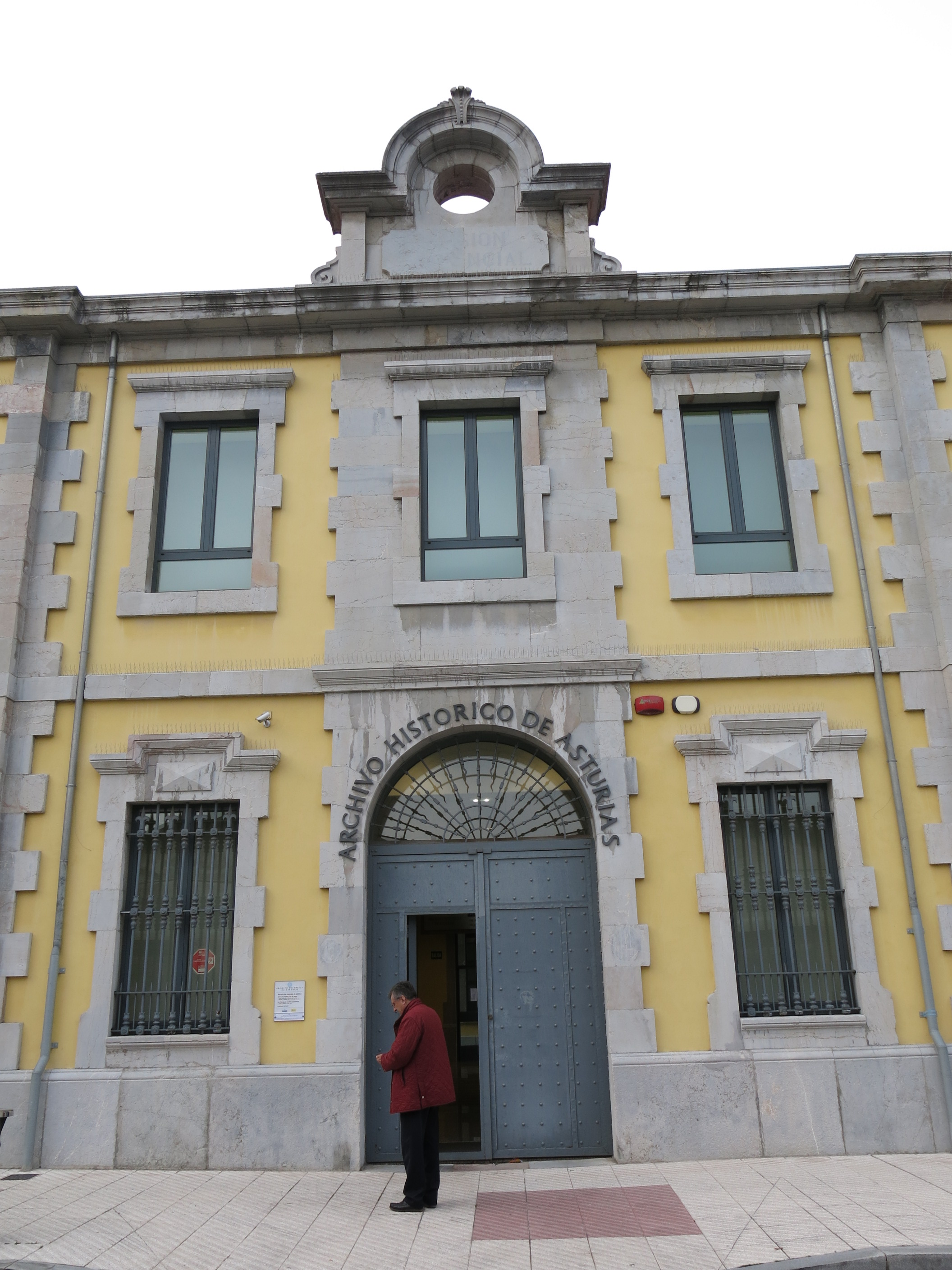
Acceso principal

La importancia de este edificio radica no solo en seguir las directrices de un modelo ya establecido, sino también en la novedosa utilización del hormigón armado. Se considera la primera construcción española en la que se utilizó el hormigón armado para el entramado horizontal, utilización debida al ingeniero José Eugenio Ribera (1864-1936), quien durante 12 años trabajó en Asturias.
La cárcel correccional de Oviedo constituye un ejemplo del impacto de la tecnología y de los nuevos materiales en la arquitectura decimonónica que no se reduciría únicamente al empleo del hierro. Esta cárcel modelo provincial responde a la tipología de establecimientos penitenciarios propia del siglo XIX. Dicho grupo tendrá en su organización espacial de tipo panóptico su rasgo diferenciador.
Por lo que respecta a la utilización de nuevos materiales, nos encontramos ante un momento de transición. Es somera presencia del hierro, apenas en la cúpula del espacio central y en dicha caja, procedente de la Fábrica de La Felguera, que aunque fue proyectada inicialmente en estructura metálica en su tambor poligonal y demás elementos, fue modificada por el director de las obras, al aumentar las luces de los vanos, sustituyendo el hierro por hormigón armado. 

## Uso actual
El inmueble dejaría de prestar funciones carcelarias en 1993, mismo año en el que se inaugura el Centro Penitenciario de Asturias, en Llanera.
La constatación de la importancia histórica y artística de este edificio de la antigua Cárcel Correccional de Oviedo, llevó a la Consejería de Educación y Cultura del Principado de Asturias a incoar, con fecha 12 de junio de 2001, expediente para que fuera declarado Bien de Interés Cultural, lo que sucedió mediante Decreto el 12 de junio de 2003.
Fue rehabilitado tras una inversión de 18 millones de euros entre 2005 y 2009. En la reforma se eliminaron los muros, integrando el edificio en la ciudad. Desde marzo de 2010 el edificio acoge el Archivo Histórico de Asturias, trasladado desde unas dependencia del convento de San Pelayo. Además de los fondos (más de 120 fondos en 65km de estanterías) y salas de consulta, dispone de un pequeño centro de interpretación de la antigua cárcel, conservando algunas de las antiguas celdas decoradas en acorde a diferentes épocas.

## Fuente
- Este artículo incluye contenido derivado de una disposición relativa al proceso de protección, incoación o declaración de un bien cultural o natural publicada en el BOE n.º 169 el 16 de julio de 2003 (texto), el cual está libre de restricciones conocidas en virtud del derecho de autor de conformidad con lo dispuesto en el artículo 13 de la Ley de Propiedad Intelectual española.
- Página oficial del Archivo de Asturias

- Datos: Q5795924
- Multimedia: Cárcel correccional de Oviedo / Q5795924